# Бузулуцький сільський округ
Бузулу́цький сільський округ (каз. Бұзылық ауылдық округі, рос. Бузулукский сельский округ) — адміністративна одиниця у складі Єсільського району Акмолинської області Казахстану. Адміністративний центр та єдиний населений пункт — село Бузулук.
Населення — 732 особи (2021; 1051 у 2009, 1640 у 1999, 2161 у 1989).
Станом на 1989 рік існувала Побєдинська сільська рада (село Бузулук) та Єльтайська сільська рада (селище Сурган). 1993 року сільради перетворено в Бузулуцький сільський округ. 2000 року виділено Сурганський сільський округ (селище Сурган). 2009 року Сурганський сільський округ включено до складу Бузулуцького.

## Склад
До складу округу входять такі населені пункти:
| Населений пункт | Населення, осіб (1989) | Населення, осіб (1999) | Населення, осіб (2009) | Населення, осіб (2021) |
| --------------- | ---------------------- | ---------------------- | ---------------------- | ---------------------- |
| Бузулук, село   | 1255                   | 909                    | 574                    | 407                    |
| Сурган, село    | 906                    | 731                    | 477                    | 325                    |